# 奧曲肽
奧曲肽（octreotide），商品名 Sandostatin（善宁，原名善得定），是一種人工合成的體抑素胜肽，为八肽环状化合物（生长抑素八肽类似物），具有与天然内源性生长抑素类似的作用。它在藥理上模仿了天然的體抑素，但比天然體抑素對生長激素、胰高血糖素和胰島素更有抑制效果。是由化學家 Wilfried Bauer 於1979年首次合成的。

## 醫療用途

### 腫瘤
奧曲肽會用於治療產生生長激素的腫瘤 (例如肢端肥大症和巨人症) ，尤其在那些疾病有着用藥禁忌時。奧曲肽同時應用於治療分泌着甲狀腺刺激激素的垂體瘤 (例如促甲狀腺激素瘤等) 、類癌綜合徵相關的腹瀉和潮紅發作，以及血管活性腸肽腫瘤（VIPomas）患者的腹瀉。

### 食管靜脈曲張破裂出血
奧曲肽常作為輸注劑用於治療肝臟硬化後，食管靜脈曲張引起的急性出血，從而降低肝門靜脈壓力。儘管目前的硏究表明該作用是短暫的，並且不會提高患者的生存率。奧曲肽最初使用銦-111進行放射性標記，以非侵入性的方式，產生神經內分泌腫瘤及表達生長抑素受體的腫瘤的影像。最近，部分科研人員使用碳-11及鎵-68進行放射性標記，可以使用正子斷層照影（PET）成像，從而提供更高的分辨率和靈敏度。奧曲肽也可以用多種放射性核素（例如釔-90及镥-177等）標記，使肽受體放射性核素療法（PRRT）能夠治療不可切除的神經內分泌腫瘤。

### 肢端肥大症
奧曲肽也可以應用於治療肢端肥大症 (一種生長激素過度分泌所引起的疾病) 。奧曲肽是一種生長抑素類似物，通常是通過與負反饋有關的過程，抑制着腦下垂體釋放生長激素。

### 胃腸道瘻
通過減少腸胃分泌物及抑制腸胃蠕動，奧曲肽可以控制和減少腸胃蠕動，有助於瘻管的治療。奧曲肽對於腸瘻 (fistula of intestine) 的治療價值尚未得到證實，並且因存在着副作用而在常規使用中受到限制。

### 低血糖症
奧曲肽還應用於治療患有難治性低血糖症的新生兒，以及由磺酰脲引起的成人低血糖症，然而有研究指出奧曲肽用於治療過量使用胰島素及磺酰脲類藥物的患者時，同樣可能會誘發低血糖。